# 沖縄県立北谷高等学校
沖縄県立北谷高等学校（おきなわけんりつ ちゃたんこうとうがっこう）は、沖縄県中頭郡北谷町桑江にある県立高等学校。

## 設置学科
- 全日制課程　普通科

## 沿革
- 1976年（昭和51年）4月 - 開校

## 著名な出身者
- いっこく堂 - 腹話術師
- ORANGE RANGE （HIROKI、RYO、NAOTO、YOH）- ロックバンド
- 伊志嶺忠 - 元プロ野球選手
- 下地一明 - 元バスケットボール選手
- 根間洋一 - 元バスケットボール選手
- 千秋 - 歌手（しゃかり）
- MICHI - 歌手・タレント
- よなは徹 - 沖縄民謡歌手（FECオフィス）
- ヨーガリーまさき - お笑い芸人（FECオフィス）
- 知念だしんいちろう - お笑い芸人（FECオフィス）
- 屋良朝博 - 政治家
- 宮島真一 - タレント
- 宮城鈴菜-女子プロボウラー
- MOE（石原萌） - Folder及びFolder5の元メンバー。